# Crataegus lacrimata
Crataegus lacrimata — вид квіткових рослин із родини трояндових (Rosaceae).

## Біоморфологічна характеристика
Це дерево чи кущ 50(80) дм заввишки; гілки плакучі. Нові гілочки запушені, 1–2-річні сірі або пурпурно-сірі; колючки на гілочках прямі, 1–2-річні пурпурно-сірі, дрібні, 1.5–3 см. Листки: ніжки листків 20–30% від довжини пластин, запушені; листові пластини довгасті або ± вузько-зазубрені, іноді еліптичні, 1–2 см, тонкі, основа клиноподібна, часточок 0, верхівка зазвичай від зрізаної до тупої, поверхні голі. Суцвіття 1–3-квіткові. Квітки 15 мм у діаметрі; гіпантій голий; чашолистки трикутні, 2–3 мм; пиляки кремові. Яблука жовті, жовті з додаванням червоного чи червоні, субокруглі, 8 мм у діаметрі, голі. Період цвітіння: березень і квітень; період плодоношення: липень і серпень.

## Ареал
Ендемік південного сходу США (Алабама, Флорида, Джорджія, Південна Кароліна).
Населяє соснові ліси, відкриті чагарники, піщаний ґрунт; на висотах 10–100 метрів.